# Daucus edulis
Daucus edulis är en flockblommig växt som först beskrevs 1856 av Lowe men fick sitt nuvarande namn 2016 av Wojew., Reduron, Banasiak & Spalik. Arten ingår i släktet Daucus och familjen flockblommiga växter.
Arten förekommer på Madeira, Desertasöarna och Selvagensöarna. Den är en buskliknande växt som främst växer i subtropiska habitat.